# دیک هانلی (شناگر)
دیک هانلی (به انگلیسی: Alex Harris) شناگر اهل استرالیا بود.